# Richard Henry Beddome
Richard Henry Beddome (11 de mayo de 1830 -Wandsworth, 23 de febrero de 1911) fue un militar y naturalista inglés.
Ingresa en las fuerzas armadas en la India en 1848. En 1857, es conservador asistente en el Servicio Forestal de Madrás, hasta 1860, conservador en jefe, función que conserva hasta 1882.
Es miembro de la Universidad de Madras en 1880.
Realiza numerosas herborizaciones en la India y en Sri Lanka (ex Ceilán).
Publica Trees of Madras Presidency en 1863 y Manual de los helechos de India Británica, Ceilán y de la Península Malaya en 1892.
Estudia además reptiles, anfibios y moluscos. Sus colecciones de especímenes se encuentran entre el British Museum y el "Museo de India" en Calcuta.
Se retira en 1892 y fallece en Wandsworth.

## Publicaciones
- Flora Sylvatica for Southern India, 1869–73;
- Ferns of Southern India, 1873;
- Ferns of British India, 1876;
- Forester's Manual of Botany for Southern India, 1869–74;
- Icones Plantarum Indies Orientalis, 1874

## Honores

### Eponimia
Un género:
- (Rhacophoridae) Beddomixalus Abraham, Pyron, Ansil, Zachariah & Zachariah, 2013[1]

Unas 114 especies, entre ellas:
- (Acanthaceae) Barleria beddomei T.Anderson ex Bedd.[2]
- (Acanthaceae) Dipteracanthus beddomei (C.B.Clarke) Santapau[3]
- (Rhinolophidae) Rhinolophus beddomei K. Andersen, 1905

- La abreviatura «Bedd.» se emplea para indicar a Richard Henry Beddome como autoridad en la descripción y clasificación científica de los vegetales.[4]

## Abreviatura (zoología)
La abreviatura Beddome  se emplea para indicar a Richard Henry Beddome como autoridad en la descripción y taxonomía en zoología.